# Yume Miru Kusuri
Yume Miru Kusuri: Droga para soñar (ユメミルクスリ?) es una novela visual para adultos para PC desarrollada por Ruf. Lanzada inicialmente en japonés el 22 de diciembre de 2005 y traducido al inglés por Peach Princess. También se hizo una traducción no oficial al español por parte de Tales Translations. Escrito por Romeo Tanaka e ilustrado por Kiyotaka Haimura.

## Modo de juego
Yume Miru Kusuri es una novela visual donde el jugador lee la historia y en determinados momentos toma una decisión entre múltiples opciones. La historia se ramifica en diferentes direcciones dependiendo de la elección del jugador. En este caso, hay tres tramas separadas, cada una centrada en la relación entre Kouhei y una chica concreta. Las tramas se dividen a su vez en finales "buenos" y "malos". Los finales buenos se puede reconocer porque aparecen los créditos al terminarlo, mientras que los malos carecen de ellos. Hay un final malo adicional que aparece cuando no logras seguir a ninguna chica.

## Argumento
Kouhei Kagami es un estudiante japonés con notas excelentes y una vida social bastante normal, pero se siente vacío y transparente por dentro. La historia se centra en un momento esencial en la vida de Kouhei en los cuales tres chicas más deprimidas y solitarias incluso que él se introducen en su vida y convierten su aburrida vida en una montaña rusa de emociones. Kouhei debe elegir una de ellas o arriesgarse a perderlas a todas y acabar en la desesperación.
La trama sigue la misma ruta básica durante la primera mitad del juego. Kouhei sigue su vida e interactúa con las tres chicas principales: Aeka, Mizuki y Nekoko. Si el jugador consigue dedicarse en una de las tres chicas satisfactoriamente, el argumento acaba divergiendo.

## Lanzamiento
Ruf lanzó inicialmente el juego en japonés el 25 de diciembre de 2005 y fue posteriormente reeditado el 19 de marzo de 2009. El juego fue traducido al inglés por Peach Princess y lanzado el 25 de abril de 2007.

## Personajes

### Personajes principales
Kouhei Kagami
Kouhei es el estereotipo del estudiante de instituto japonés medio. A menudo oye el sonido de un tren cuando está aburrido, desocupado y en momentos de soledad y de flaqueza. El jugador experimenta el juego a través de sus ojos como el protagonista principal.
Aeka Shiraki (白木あえか Shiraki Aeka?)
Aeka es víctima de acoso escolar iniciado generalmente por Kyoka o sus compinches prácticamente desde que entró en el instituto de Kouhei. La clase entera tiende a reírse de ella u obviar sus problemas aun cuando no están directamente involucrados en su acoso.
Mizuki Kirimiya (桐宮弥津紀 Kirimiya Mitsuki?)
Mizuki es la presidenta del consejo estudiantil. Para la gente que no la conoce, es la típica estudiante ídolo, lejos del alcance de la mayoría. Para aquellos que la conocen, puede llegar a ser algo molesta, ya que a menudo endosa todo su trabajo a los demás. Mizuki proviene de una familia rica y es incapaz de ver un futuro para sí misma, ni siquiera el mero hecho de llegar a ver el día siguiente, algo trivial para la mayoría de gente.
Gata hada Nekoko (ケットシー・ねこ子 Kettoshii Nekoko?)
Kouhei encuentra un día a Nekoko en un callejón al lado de donde trabaja. Dice ser un hada, e incita a Kouhei a ayudarla a encontrar el hogar de las hadas. Sin embargo, en cuanto Kouhei accede, el protagonista empieza a descubrir que ese no es su verdadero problema.

### Personajes secundarios
Misaki Sayama (狭山みさき Sayama Misaki?)
Misaki es una amiga y compañera de clase de Kouhei. Trata de evitar que Kouhei se inmiscuya con Aeka porque no quiere que se acaben metiendo también con Kouhei, aunque parece sentir compasión por Aeka. Sale a menudo con Takeshi.
Takeshi Iogi (井荻剛史 Iogi Takeshi?)
Takeshi es amigo y compañero de clase de Kouhei. Generalmente pasa de lo que ocurre en clase, siendo una persona muy vaga e improductiva, pero aún él conoce la situación de Aeka. Siente menos compasión hacia ella que Misaki. Sale a menudo con Misaki.
Kyoka Nanjou (南条京香 Nanjō Kyōka?)
Compañera de clase de Kouhei. Tiene envidia de Aeka Shiraki y ella es el motivo por el cual la clase se mete tanto con Aeka. Le gusta flirtear con todo el mundo, especialmente con Kouhei. A Kouhei no le gusta ella y por eso la apoda Antoinette, en relación con Marie Antoinette, debido a su actitud y personalidad.
Aya Kagami (加々見綾 Kagami Aya?)
Aya es la hermanastra de Kouhei. Kouhei fue adoptado en la familia y ha tenido problemas viendo a su familia como gente que le quiere. Kouhei se burla continuamente sobre los pocos pechos que tiene Aya a su edad. Hay rumores sobre un final con ella que fue descartado antes del lanzamiento japonés.
Hirofumi Tsubaki (椿弘文 Tsubaki Hirofumi?)
Hirofumi es el jefe del conbini donde trabaja Kouhei, y tiene una relación de amistad con el protagonista. Hirofumi es gay y está siempre insinuándose a Kouhei, aunque siempre evitando tocarle. Está siempre tratando de que Kouhe juegue a juegos hentai, especialmente aquellos que le gustan a Hirofumi, independientemente de su orientación sexual.
Gaito Yakushiji (薬師寺概人 Yakushiji Gaito?)
Gaito es un estudiante que fue expulsado durante una buena temporada. Se supone que es el novio de Kyoka, pero trata de alejarse de ella. Trató de engañarla con Aeka en el pasado lo que llevó al tratamiento de Kyoka con Aeka.

## La rama de Aeka
Si el jugador sigue este arco, Kouhei empieza a prestar más atención a Aeka Shiraki, una chica de su clase maltratada por sus compañeros. Empieza una relación con ella, sin pensar demasiado en su situación, pero después de que casi se suicide, Kouhei acepta a tener una relación sexual con ella y a ayudarla con sus problemas. Con el tiempo ambos desarrollan sentimientos de afecto mutuos, y Kouhei empieza a distanciarse de sus compañeros de clase, eligiendo no permitir que la maltraten a ella sola.

### El final bueno de Aeka
Con la ayuda de Kouhei, Aeka se vuelve más fuerte y supera la situación. Con el tiempo acaba vengandose(y casi asesinando) a la cabecilla del acoso: Antoinette, en un incidente en el que el grupo de Antoinette trata de violarla. Tras ese incidente, los amantes abandonan la escuela y Aeka acaba siendo adoptada por los padres de Kouhei trabajando a tiempo parcial en una panadería. Planean continuar su educación e independizarse en un futuro.

### El final malo de Aeka
Un día, Aeka desaparece repentinamente. Kouhei se entera por chismorreos que acabó tratando de suicidarse saltando. Sobrevive, pero al terminar el juego su estado es crítico. Además, ahora que el protagonista ha desairado a las seguidoras de Anotinette, Kouhei se convierte en el nuevo blanco del acoso.

## La rama de Mizuki
Si el jugador sigue este arco, Kouhei empieza una complicada relación con la presidenta del consejo estudiantil, Mizuki Kirimiya. Tras ir a Hong Kong, esnifar cocaína y practicar sexo con estrangulación con Mizuki, Kouhei regresa a Japón, y afronta las consecuencias de sus acciones, y lucha por mantener su relación con Mizuki.

### El final bueno de Mizuki
Tras una noche pasional alocada, Mizuki desaparece. Kouhei se convierte en el nuevo líder del consejo estudiantil y nadie excepto él parece recordar a la anterior presidenta. Un día, Kouhei vuelve a casa y encuentra a Mizuki esperándole, visiblemente embarazada. Desheredada por su familia, pero aún rica y talentosa, acaba siendo adoptada por los padres de Kouhei. Se traslada a la casa de Kouhei y da a luz a la hija de ambos, también se da a entender que se han casado, aunque no se ve ningún anillo.

### El final malo de Mizuki
Tras una noche pasional alocada, Mizuki desaparece. Kouhei se convierte en el nuevo líder del consejo estudiantil y nadie excepto él parece recordar a la anterior presidenta. Kouhei contrata un detective privado para localizarla, pero los resultados son desafortunados; Mizuki había muerto de una pre-eclampsia, o toxemia de embarazo. Fue sepultada sola en una tumba sin nombre y así borrada de la memoria colectiva.

## La rama de Nekoko
Si el jugador sigue este arco, Kouhei empieza a involucrarse con una chica autollamada a sí misma Gata hada Nekoko, que dice estar buscando el hogar de las hadas. Nekoko pide prácticamente a la fuerza que Kouhei la ayude. Kouhei cree que Nekoko está loca, pero tras ingerir un poco de polvillo que según ella es polvo de hada, se da cuenta de que Nekoko es adicta a un nuevo tipo de droga. Kouhei trata de ayudarla con la adicción. Casi por el final, el suministro de droga de Nekoko se agota; durante una retirada, Nekoko cree que Kouhei es un monstruo.

### El final bueno de Nekoko
Dos años pasan. De repente, Kouhei ve en la televisión sobre un nuevo parque de diversiones llamado Gato Hada Tierra de las Maravillas. Aún más, recibe por correo dos invitaciones a la inauguración. Kouhei va, pensando que él puede descubrir algo sobre Nekoko, pero no la encuentra en ninguna parte. El intercomunicador le dice que vaya a la rueda de la fortuna. Allí Kouhei y Nekoko se vuelven a encontrar y se juran amor eterno.

### El final malo de Nekoko
A pesar de todos los esfuerzos de Kouhei, es incapaz de convencer a Nekoko para que deje las drogas. Drogada, se sube a un árbol y trata de alcanzar el hogar de las hadas sola. Los meses pasan, y no hay ninguna señal de Nekoko. La policía investiga e interroga a Kouhei en diversas ocasiones, pero no consiguen nueva información. Un día, mientras Kouhei se va de compras, reconoce una voz familiar entre la multitud, y se las arregla para vislumbrar un atisbo de Nekoko. Nekoko pronto se desvanece dejando a Kouhei preguntándose si ha sido un sueño.

## Impacto
Se había especulado sobre una posible cuarta ruta con Aya Kagami. Shingo, un portavoz oficial de Jast USA, ha afirmado que no existió tal ruta en la versión japonesa. Shingo continúa que aún sin un comentario oficial de Ruf, hay una prueba que lo certifica.

Considerando que [Ruf] tuvo problemas en organizar un escenario con un familiar no relacionado por la sangre y proporcionando al menos algunos momentos románticos entre el protagonista y [Aya] (sin mencionar de que dieron a Aya su propio bloque de escenas en el reproductor de escenas de los extras) parece sospechoso,[...]

Además de que dentro del juego, Kouhei, habla frecuentemente con su compañero de trabajo sobre juegos eróticos y en una ocasión hablan de un personaje que solo puede ser desbloqueado resolviendo todos los finales de un juego.